# ریسمان نامرئی (فیلم)
ریسمان نامرئی (ایتالیایی: Il filo invisibile) فیلمی کمدی-درام به کارگردانی مارکو سیمون پوچونی است که در سال ۲۰۲۲ منتشر شد.

## گزیدهٔ بازیگران
- فیلیپو تیمی
- فرانچسکو شانا
- جودی می
- والنتینا چروی
- جولیا مائنتسا
- فرانچسکو گگی